# Missões diplomáticas da Tanzânia

Missões diplomáticas da Tanzânia

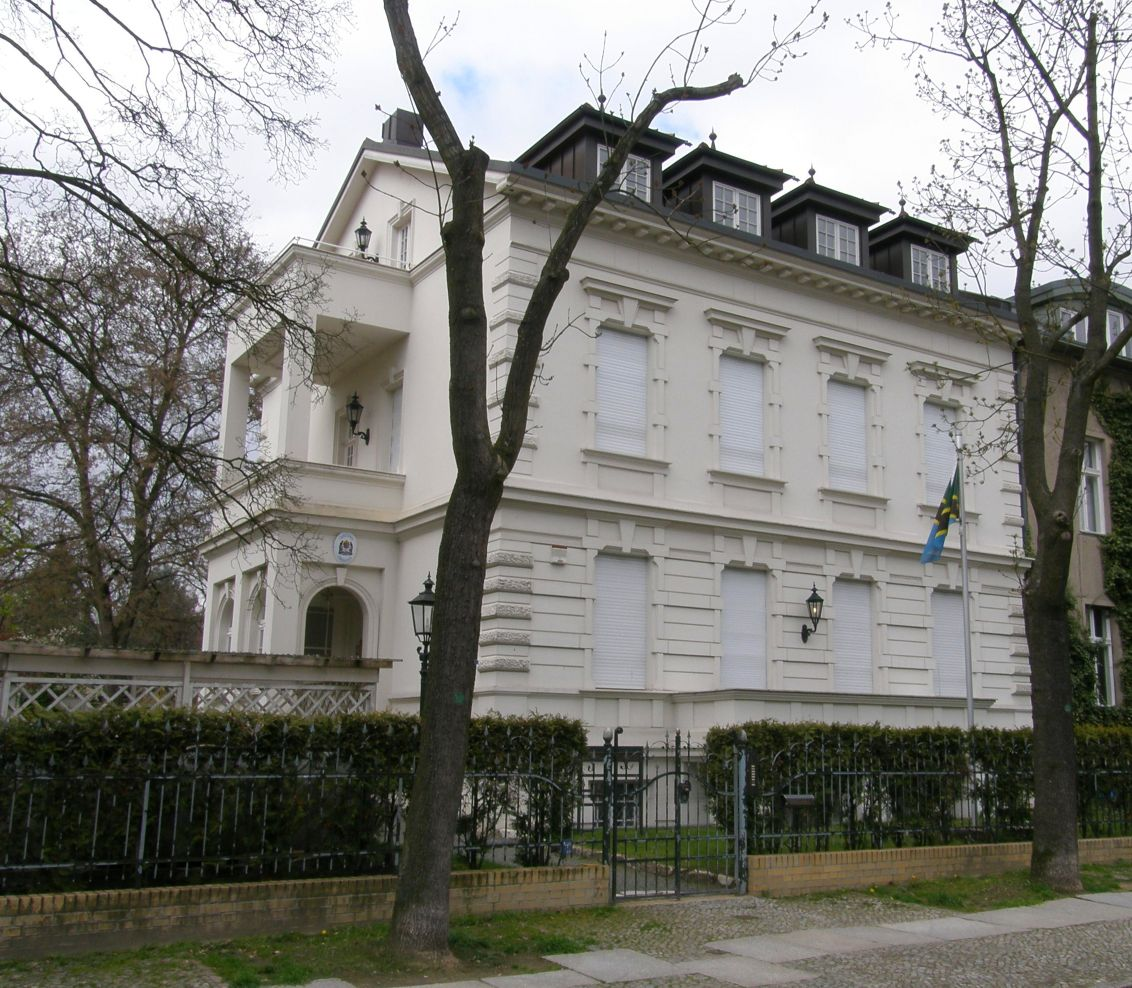
Embaixada da Tanzânia em Berlim, Alemanha

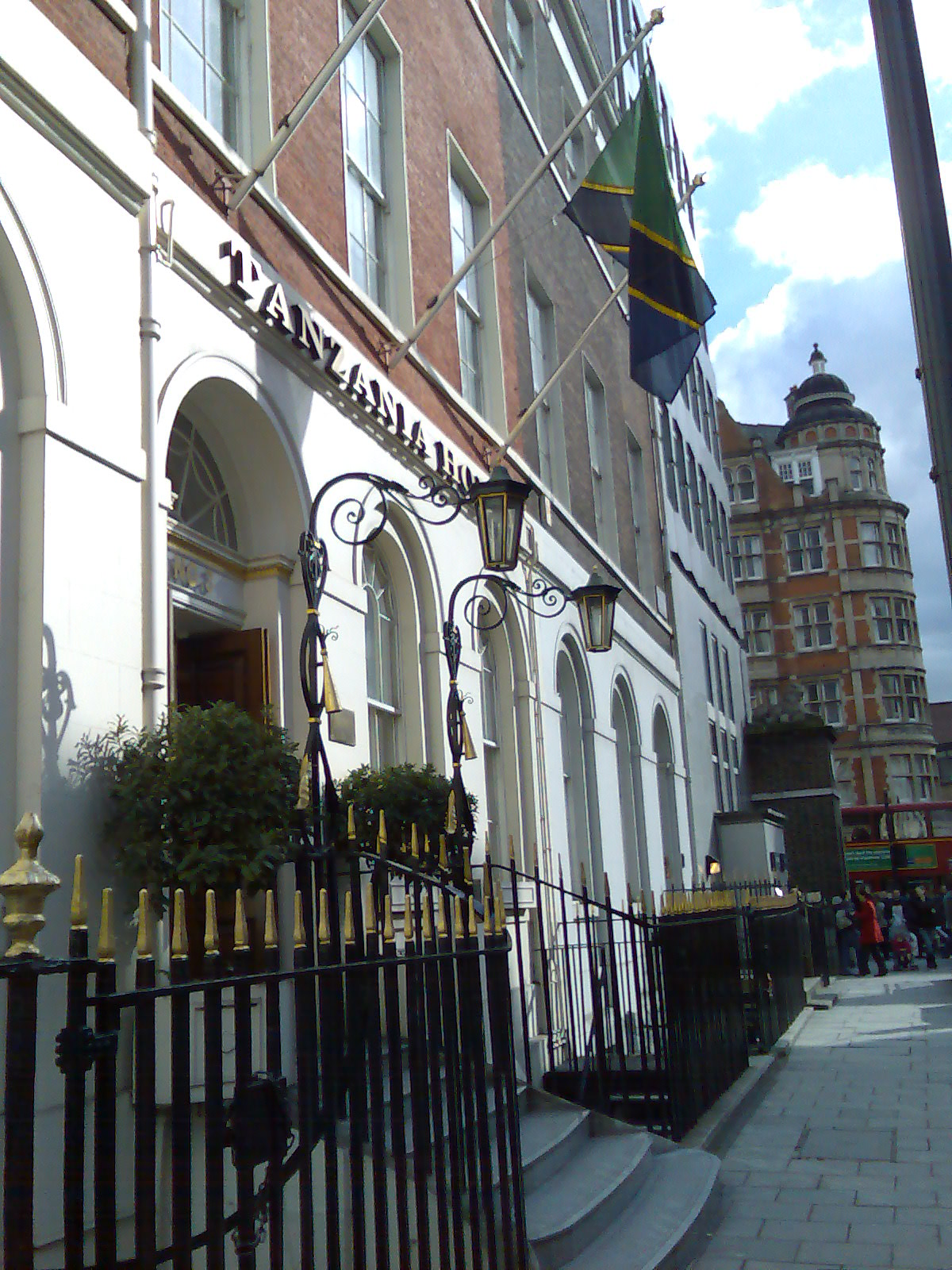
Alta comissão da Tanzânia em Berlim, Alemanha

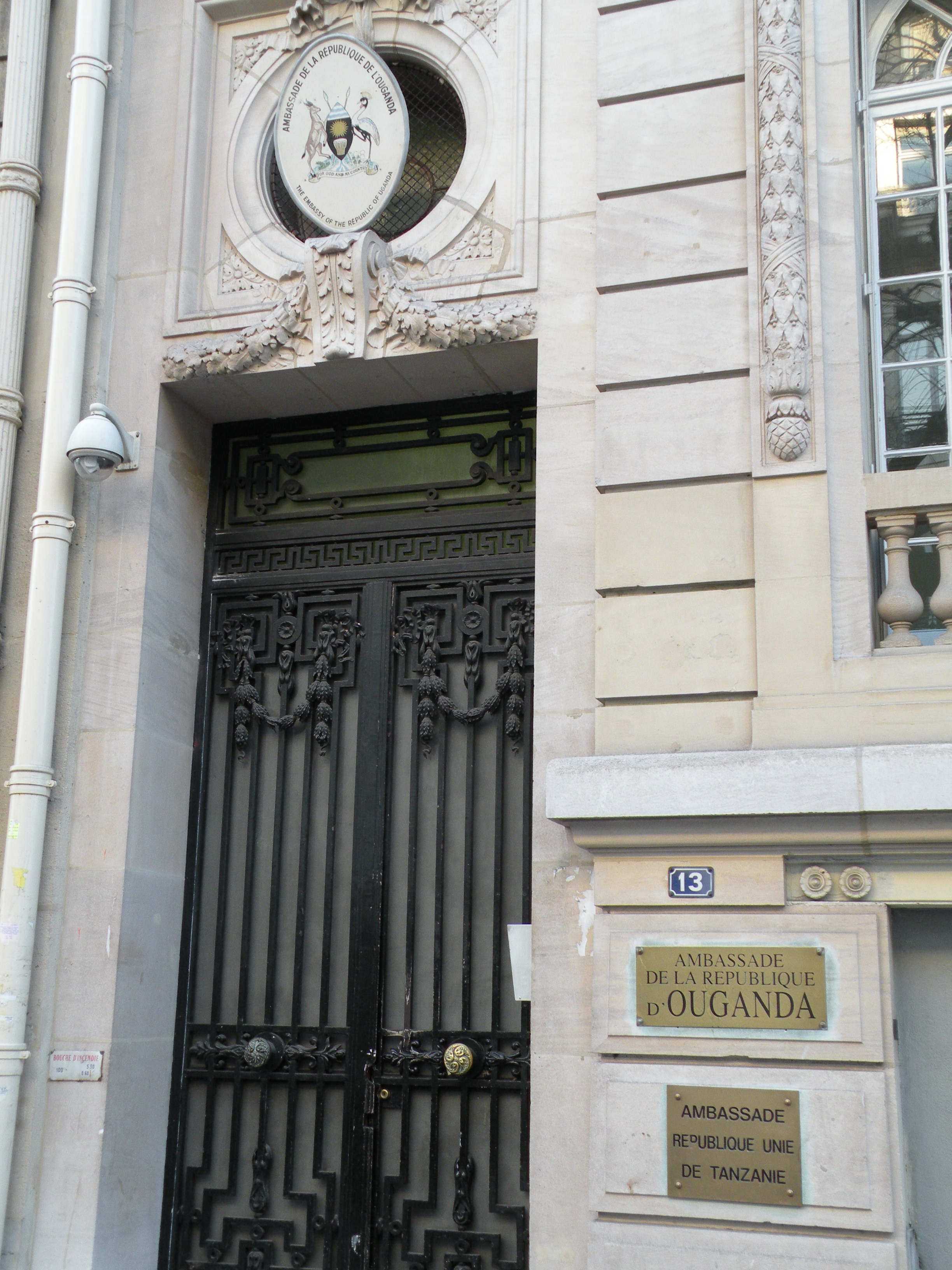
Embaixada da Tanzânia em Paris, França

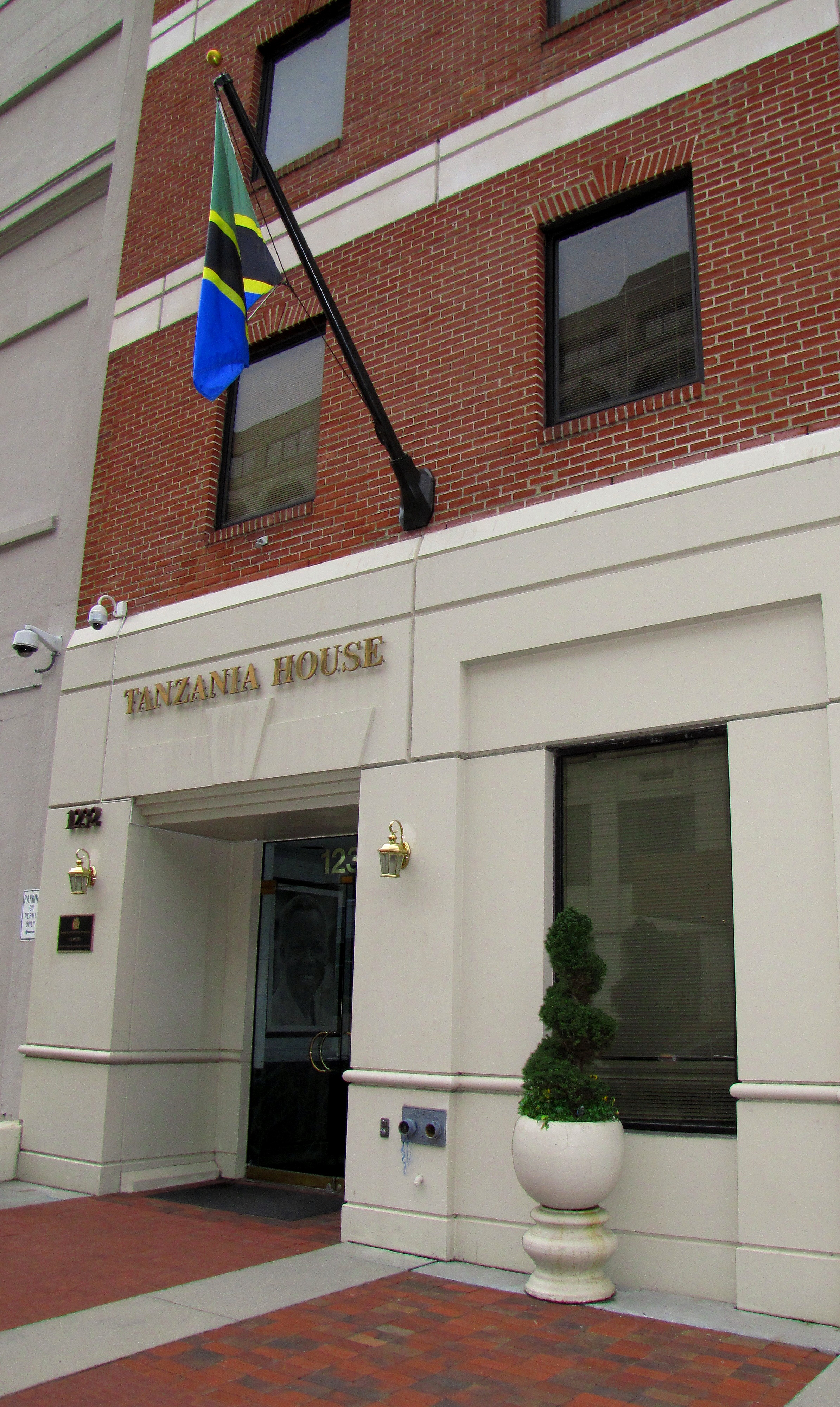
Embaixada da Tanzânia em Washington DC, Reino Unido

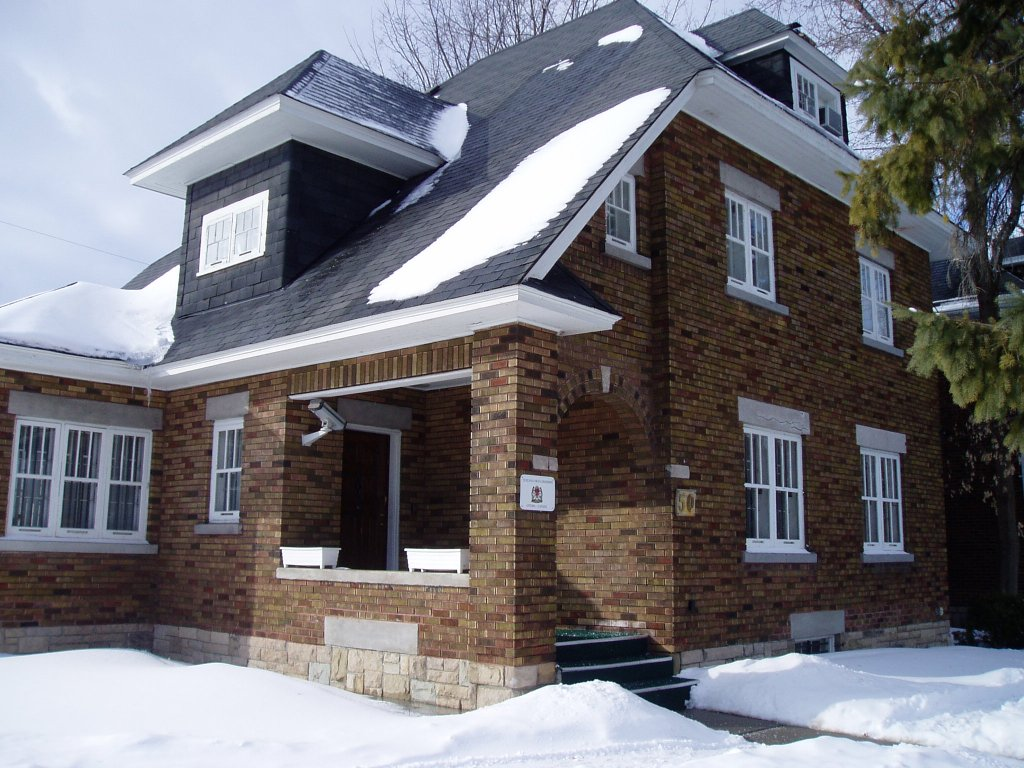
Alta comissão da Tanzânia em Ottawa, Canadá

Abaixo estão listadas as embaixadas e consulados da Tanzânia:

## Europa
- Alemanha
  - Berlim (Embaixada)
- Bélgica
  - Bruxelas (Embaixada)
- França
  - Paris (Embaixada)
- Itália
  - Roma (Embaixada)
- Rússia
  - Moscou (Embaixada)
- Suécia
  - Estocolmo (Embaixada)
- Reino Unido
  - Londres (Alta comissão)

## América do Norte
- Canadá
  - Otava (Alta comissão)
- Estados Unidos
  - Washington DC (Embaixada)

## Ásia
- Arábia Saudita
  - Riade (Embaixada)
- China
  - Pequim (Embaixada)
- Emirados Árabes Unidos
  - Abu Dabi (Embaixada)
- Índia
  - Nova Déli (Alta comissão)
- Omã
  - Mascate (Embaixada)
- Japão
  - Tóquio (Embaixada)

## África
- África do Sul
  - Pretória (Alta comissão)
- Burundi
  - Bujumbura (Embaixada)
- Egito
  - Cairo (Embaixada)
- Etiópia
  - Adis-Abeba (Embaixada)
- Quênia
  - Nairóbi (Alta comissão)
  - Mombaça (Consulado)
- Malawi
  - Lilongué (Alta comissão)
- Moçambique
  - Maputo (Alta comissão)
- Nigéria
  - Abuja (Alta comissão)
- República Democrática do Congo
  - Quinxassa (Embaixada)
- Ruanda
  - Quigali (Embaixada)
- Uganda
  - Campala (Alta comissão)
- Zâmbia
  - Lusaca (Alta comissão)
- Zimbabwe
  - Harare (Embaixada)

## Organizações multilaterais
- Adis-Abeba (Missão permanente da Tanzânia ante a União Africana)
- Bruxelas (Missão permanente da Tanzânia ante a União Europeia)
- Genebra (Missão permanente da Tanzânia ante as Nações Unidas e organizações internacionais)
- Nairóbi (Missão permanente da Tanzânia ante o Programa das Nações Unidas para o Meio Ambiente)
- Nova Iorque (Missão permanente da Tanzânia ante as Nações Unidas)
- Paris (Missão permanente da Tanzânia ante a UNESCO)